# Tautoneura japonica
Tautoneura japonica är en insektsart som först beskrevs av Irena Dworakowska 1972.  Tautoneura japonica ingår i släktet Tautoneura och familjen dvärgstritar. Inga underarter finns listade i Catalogue of Life.